# Li Ching-ching
Li Ching-ching (* 6. März 1997) ist eine taiwanische Leichtathletin, die sich auf den Hochsprung spezialisiert hat. Sie ist aktuelle Inhaberin des Landesrekordes im Hochsprung.

## Sportliche Laufbahn
Erste internationale Erfahrungen sammelte Li Ching-ching im Jahr 2014, als sie bei den Juniorenasienmeisterschaften in Taipeh mit übersprungenen 1,75 m die Silbermedaille im Hochsprung gewann. Anschließend nahm sie an den Olympischen Jugendspielen in Nanjing teil und belegte dort mit derselben Höhe den achten Platz. 2016 gelangte sie bei den Juniorenasienmeisterschaften in der Ho-Chi-Minh-Stadt mit 1,71 m den fünften Platz und 2021 verbesserte sie in Neu-Taipeh den taiwanischen Landesrekord auf 1,90 m. 2023 klassierte sie sich bei den Asienmeisterschaften in Bangkok mit 1,80 m auf dem sechsten Platz und gelangte dann bei den World University Games in Chengdu mit 1,80 m auf Rang elf. Daraufhin wurde sie bei den Asienspielen in Hangzhou mit 1,75 m Siebte.
2020 wurde Li taiwanische Meisterin im Hochsprung.